# Laurids Engelstoft

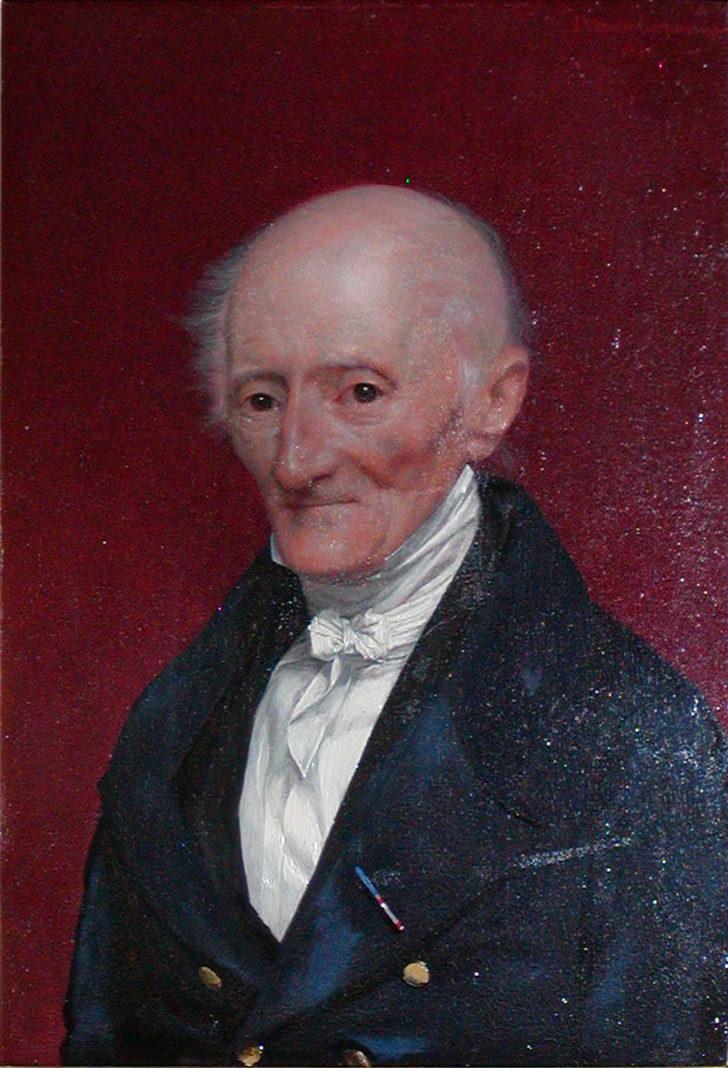
Laurids Engelstoft

Laurids Engelstoft (* 2. Dezember 1774 in Hobro; † 14. März 1851) war ein dänischer Historiker.

## Leben
Seine Eltern waren der Pfarrer Christian Engelstoft (1734–1803) und dessen Frau Eleonore Hedvig Lillelund († 1815), Tochter des Kirchenhistorikers und Pfarrers Lillelund. Er heiratete Magdalene Cathrine Estrup (* 1786, † 1878), Tochter des Pfarrers Peder Estrup.
Engelstoft wurde zunächst von seinem Vater zu Hause unterrichtet. Mit 15 Jahren kam er in die Schule von Randers. 1791 begann er sein Studium in Kopenhagen. 1796 legte er das theologische Staatsexamen mit Auszeichnung ab. Er entschloss sich dann, sich der Wissenschaft zu widmen, und begann, Preisaufgaben der Universität zu bearbeiten. 1797 erhielt er die Goldmedaille für seine Arbeit Om Kvindekjønnets huslige og borgerlige Kaar hos Skandinaverne før Kristendommens Indførsel (Über die häuslichen und bürgerlichen Verhältnisse der Frauen bei den Skandinaviern vor der Einführung des Christentums). Er disputierte im gleichen Jahr über seine Abhandlung Hieronymus Stridonensis interpres, criticus, exegeta, apologeta, historicus, doctor, monachus: symbola ad historiam seculi quarti ecclesiasticam. Er gewann damit große Anerkennung und konnte 1797 mit öffentlicher Unterstützung ein Auslandsstudium aufnehmen. Am 30. Oktober 1797 war er in Eutin bei Johann Heinrich Voß. Danach wandte er sich nach Göttingen, dann zog er über Holland und Belgien nach Frankreich. Im November 1798 kam er nach Paris, als kurz darauf der zweite Koalitionskrieg ausbrach. Er lernte in Paris sehr viele bedeutende Wissenschaftler kennen. Am 9. Mai 1800 trugen sich Malthe Conrad Bruun und am 6. Juni 1800 Wilhelm von Humboldt in sein Stammbuch ein. Kurz darauf kehrte er nach Dänemark zurück. Dort waren die Ämterlaufbahnen eng geworden, und erst nach der Veröffentlichung der Arbeiten Philip August Konge af Frankrige og Ingeborg Prinsesse af Danmark. En historisk Undersögelse und Om den Priis, Oldtidens Skandinaver satte på Legemsøvelser, mest med hensyn til Nationalopdragelsen. Et Indbydelsesskrift til den offentlige Examen i det Schonboeske Institut (Über den Preis, den die Skandinavier der Frühzeit für Leibesübungen aussetzten, mit besonderem Hinblick auf die nationale Erziehung. Eine Einladungsschrift zum öffentlichen Examen im Schonboeske Institut) wurde er 1802 immerhin Adjunkt in Geschichte und Geographie an der philosophischen Fakultät. 1803 schrieb er  Commentatio de pretio Literarum Romanarum nostra aetate rite aestimando und wurde außerordentlicher Professor, bekam aber dessen Gehalt erst ab 1805. 1817 wurde er ordentlicher Professor.
Er kümmerte sich sehr um die Ausbildung, insbesondere, soweit sie die Entwicklung des Volkscharakters beeinflussen konnte. Er wurde 1805 Sekretär der Direktion der Universität, 1812 Assessor der Direktion und war 1817 bis 1832 und 1840 bis 1848 ihr Mitglied. Seine Universitets- og Skoleannaler (1806–1813) zeigen, mit welcher Aufmerksamkeit er die Schulprobleme im Ausland verfolgte, um daraus Vorschläge für Dänemark zu entwickeln. Als er als Universitäts-Referent nach Rendsburg reiste und sich von 1807 bis 1808 dort aufhielt, verfasste er die Schrift Tanker om Nationalopdragelsen, betragtet som det virksomste Middel til at fremme Almenaand og Fædrelandskærlighed (Gedanken über die Volkserziehung, betrachtet als das wirksamste Mittel, um den Sinn für die Allgemeinheit und die Vaterlandsliebe zu fördern), die große Aufmerksamkeit erregte. Darin beschrieb er, wie die Jugend dazu erzogen werden sollte, sich als Söhne des Landes und Erben einer großen Vergangenheit zu fühlen. Dafür sollte vor allem die Kenntnis des eigenen Landes im Vordergrund stehen. Er hat damit einen großen Anteil an den Universitätsreformen des folgenden halben Jahrhunderts. Er war von Herdes Idee, dass sich die Volksidentität in der Sprache verwirkliche, überzeugt und sah, wie in der Zeit der Nationalromantik allgemein, das Volk als einen Organismus mit einem eigenen Volksgeist an.
Demgegenüber trat seine Verfasserschaft in der Geschichtswissenschaft zurück. Seine Arbeit Blik paa Forsvarsvæsenets Forfatning og Tilstand i det byzantinske Rige under Kejser Justinian I (Blick auf die Verfassung und den Zustand des Verteidigungswesens im byzantinischen Reich unter Kaiser Justinian I.) (1815) und Wiens Belejring af Tyrkerne 1683 (Wiens Belagerung durch die Türken 1683) (1817) waren zwar mustergültig, aber es folgten keine weiteren größeren Arbeiten. Er verfasste zusammen mit Erich Christian Werlauff den Historisk Kalender in drei Bänden (1814–1817). Er war auch Mitredakteur des Journal for udenlandsk Litteratur und von Maanedsskrift for Litteratur, aber sonst beschränkte er sich auf die Veröffentlichung von Zufallsfunden in Archivakten, die Parallelen zu Begebenheiten der Vorzeit aufwiesen, insbesondere wenn es die Verteidigung des Vaterlandes betraf. Dazu gehören Christian IV's Forsøg paa at afskaffe Vornedskabet (Versuch Christians IV., die Leibeigenschaft abzuschaffen) und Kjøbenhavns Stilling og Farer i Sommeren 1700 (Kopenhagens Stellung und Gefahren im Sommer 1700). Er war auch Mitverfasser von Glossarium der friesischen Sprache, besonders in nordfriesischer Mundart, zur Vergleichung mit den verwandten germanischen und nordischen, auch mit zweckmässigem Hinblick auf die dänische Sprache (Kopenhagen 1837).

## Ehrungen
1811 erhielt er den Titel Justizrat, 1836 den eines Konferenzrats und er wurde Ordenshistoriograph. 1812 wurde er Mitglied von „Det danske Videnskabernes Selskab“ (Dänische wissenschaftliche Gesellschaft) und 1813 von „Danske Selskab“ (Dänische Gesellschaft), deren Vorsitzender er von 1829 bis zu seinem Tode er war. 1840 wurde er Kommandeur des Dannebrog-Ordens und 1848 erhielt er dessen Großkreuz.